# フロリーン・レーシンク
フロリーン・レーシンク（Florien Reesink、1998年6月9日 - ）は、オランダの女子バレーボール選手。ポジションはリベロ。オランダ代表。

## 来歴
- クラブチーム

ボルネ出身。2015年、TT Papendal Arnhemへ入団。2016年、Sliedrecht Sportへ移籍。在籍した3年間すべてのオランダ国内リーグで優勝を果たした。2019年、Apollo 8へ移籍した。2021/22シーズンのオランダ国内リーグでは準優勝し、ベストリベロ賞を受賞した。2022/23シーズンはドイツのSCポツダムでプレーし、ドイツブンデスリーガでは準優勝した。欧州チャンピオンズリーグに出場した。2023年8月、スイスのInfomaniak Genève Volleyと契約し、1年間プレーした。2024年6月、ドイツのアリアンツ MTV シュトゥットガルトへの移籍が発表された。
- 代表チーム

アンダーカテゴリーの代表として2015年、U-18欧州選手権に出場した。2019年、シニア代表に初選出される。2022年の国際大会でデビューし、同年の世界選手権に出場した。2023年、欧州選手権では銅メダルを獲得した。2024年、ネーションズリーグ、パリ五輪に出場した。

## 球歴
- オリンピック - 2024年
- 世界選手権 - 2022年
- ネーションズリーグ - 2022年、2023年、2024年
- 欧州選手権 - 2023年

## 所属クラブ
- TT Papendal Arnhem（2015-2016年）
- Sliedrecht Sport（2016-2019年）
- Apollo 8（2019-2022年）
- SCポツダム（2022-2023年）
- Infomaniak Genève Volley（2023-2024年）
- アリアンツ MTV シュトゥットガルト（2024-）